# 보성군·화순군
보성군·화순군은 대한민국의 옛 국회의원 선거구이다. 당시 전라남도 보성군과 화순군 지역을 관할했다.

## 역사
제15대 국회의원 선거를 앞두고 보성군 선거구와 화순군 선거구가 통합되면서 신설되었다.
제17대 국회의원 선거를 앞두고 보성군은 고흥군과 함께 고흥군·보성군 선거구를 이루고 화순군은 나주시와 함께 나주시·화순군 선거구를 이루게 됨에 따라 폐지되었다.

## 역대 국회의원
| 선거   | 정당 | 정당           | 의원   |
| ------ | ---- | -------------- | ------ |
| 1996년 |      | 새정치국민회의 | 박찬주 |
| 2000년 |      | 무소속         | 박주선 |

## 역대 선거 결과

### 대한민국 제15대 국회의원 선거
|  | 63.20% |

|  | 33.00% |

|  | 2.39% |

|  | 1.39% |

### 대한민국 제16대 국회의원 선거
|  | 59.92% |

|  | 37.00% |

|  | 1.87% |

|  | 1.20% |